# Pajęczyna Szarloty
Pajęczyna Szarloty (ang. Charlotte’s Web) – amerykańska powieść fantastyczna dla dzieci autorstwa Elwyna Brooksa White’a z 1952 roku. W Polsce ukazała się również jako Pajęczyna Charlotty. Wydana oryginalnie przez wydawnictwo HarperCollins. W 1970 roku otrzymała Medal Laury Ingalls Wilder.
Opowiada o śwince imieniem Wilbur, która zaprzyjaźnia się z pajęczycą Szarlotą. Ta postanawia ją uratować przed śmiercią.
Książka została zekranizowana:
- 1973: Pajęczyna Charlotty – film animowany, reż. Charles A. Nichols
- 2003: Wielka przygoda prosiaczka Wilbura: Sieć Charlotty 2 – film animowany i sequel filmu z 1973, reż. Mario Pilso
- 2006: Pajęczyna Charlotty – film fabularny, reż. Gary Winick